# Hôtel Cottereau
L'hôtel Cottereau est un hôtel particulier situé à Tours dans le Vieux-Tours. Le monument fait l’objet d’une inscription au titre des monuments historiques depuis le 13 juillet 1926.

## Localisation
L'hôtel est situé au 7 rue des Trois-Ecritoires.

## Historique
Construit au XVe siècle, il appartient à la famille Cottereau qui donna plusieurs maires à la ville de Tours. L'hôtel a été remanié par Guillaume Cottereau, écuyer, seigneur du Vivier et de Courcelles, ministre de François Ier, et son épouse Marie Quétier. Le fils cadet Michel Cottereau, également écuyer et seigneur du Vivier et du Clouzeau, en hérita. 
Selon Louis-Auguste Bosseboeuf, le buste serait celui de Claude Cottereau, chanoine de Saint-Gatien puis de Notre-Dame de Paris, protégé du cardinal du Bellay (Claude était le frère aîné de Michel Cottereau).
Pierre Petit-Jean, directeur de la Monnaie de Tours, l'acquiert en 1730 de Jeanne Piou veuve Dormicour. Il passe ensuite en 1757 à Michel Gilles.

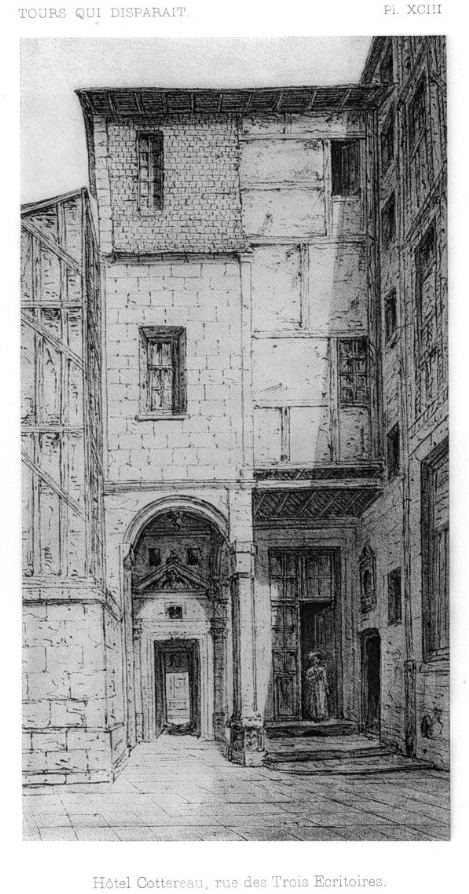
Cour intérieure
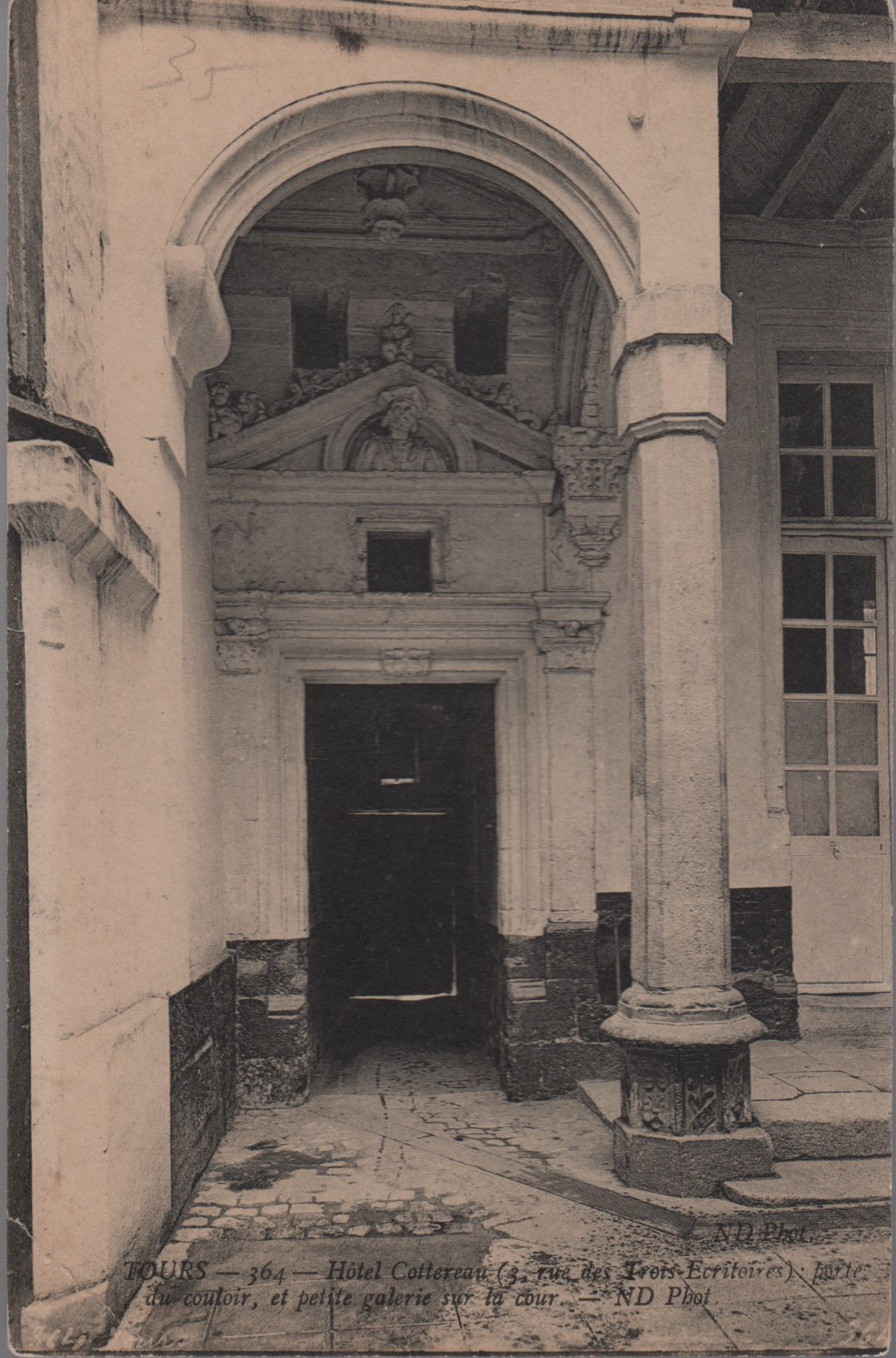
Cour intérieure de l'hôtel Cottereau.
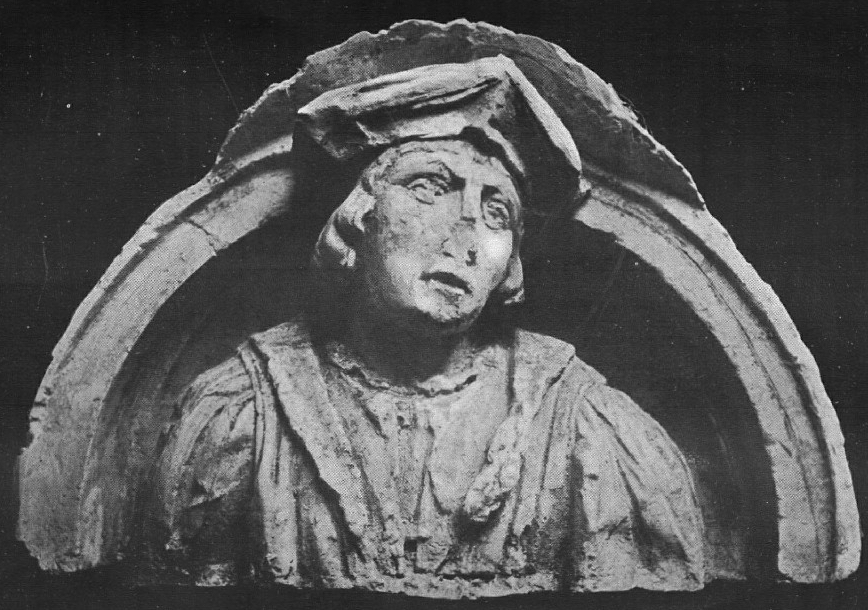
Portrait de Cottereau